# 855
855 је била проста година.

## Догађаји
- Википедија:Непознат датум — Владавина династије Абасида у Багдаду.

- 20. новембар – Теоктист, ко-регент Царства у име 15-годишњег цара Михаила III, убијен је по Михаиловом наређењу.
- 29. септембар – Цар Лотар I умире након 15-годишње владавине (савладавао је са својим оцем Лујем Побожним до 840. године). Дели Средњефраначко краљевство између своја три сина споразумом названим Прумски уговор – најстарији, Луј II, добија северну половину Италије и титулу цара Светог римског царства. Други, Лотар II, добија Лотарингију (Холандија и Горњу Бургундију). Најмлађи, Карло, добија Доњу Бургундију и Провансу.
- Борис I, након похода Луја II Немачког на Бугарску, био је приморан да раскине савез са Западним Францима и Великоморавском кнежевином.
- Пролеће – Краљ Етелвулф од Весекса одлучује да крене на ходочашће у Рим, у пратњи свог најмлађег сина Алфреда (6 година) и велике пратње. Дели краљевство између своја два најстарија сина; Етелбалд добија западни део Весекса, док Етелберт постаје владар Кента, Сарија, Сасекса и Есекса.
- Калиф ел-Мутавакил шаље абасидску војску, предвођену турским генералом Бугом ел-Кабиром, да угуши устанак побуњених јерменских нахарара. Покорава земљу и депортује многе јерменске племиће у калифалну престоницу Самару.
- 17. јул – Папа Лав IV умире након 8-годишње владавине, а наслеђује га Бенедикт III као 104. папа Рима. Анастасија Лотар I проглашава антипапом.
- Свети Ћирило и Методије раде на реформи староловенског писма. Методије је превео Библију на старословенски језик.

## Смрти
- 2. март —Лотар I, краљ Италије и цар Светог римског царства (*795.)